# Dublin City University
Dublin City University (irl. Ollscoil Chathair Bhaile Átha Cliath DCU) – irlandzki uniwersytet w Glasnevin w Dublinie.

## Historia
Uniwersytet w Dublinie powstał w 1975 roku jako Narodowy Instytut Szkolnictwa Wyższego; pierwsi studenci rozpoczęli naukę w 1980 roku. W 1989 roku Uniwersytet uzyskał status uczelni na mocy statutowego aktu prawnego Dublin City University Act (No. 15/1989).
Kampus uniwersytecki początkowo służył jako infrastruktura Institute of Industrial Research and Standards (IIRS), założonego w 1945 roku. W 1987 IIRS połączył się z National Board of Science and Technology, tworząc Eolas. Po siedmiu latach nastąpiła fuzja z jednym z oddziałów IDA, by utworzyć agencję Forbairt. Uniwersytet ponownie wykorzystał tę infrastrukturę.
| Ranking           | Ranking          |
| Rankingi krajowe  | Rankingi krajowe |
| Ranking           | 2014             |
| ----------------- | ---------------- |
| Webometrics       | 4                |
| SIR               | 1                |
| Rankingi światowe |                  |
| Webometrics       | 609              |
| Times             | 92               |
| QS World 2013     | 44               |
| SIR               | 329              |

## Wydziały
W ramach uniwersytetu działają następujące wydziały:
- DCU Business School,
- Faculty of Engineering & Computing (Wydział Inżynierii i Informatyki),
- Faculty of Humanities & Social Sciences (Wydział Nauk Humanistycznych i Społecznych),
- Faculty of Science & Health (Wydział Nauk Ścisłych i Zdrowia).